# معتمدية قصر هلال
معتمدية قصر هلال إحدى معتمديات الجمهورية التونسية، تابعة لولاية المنستير.